# Viktor von Schwedler
Leopold Thomas Alexander Viktor von Schwedler (né le 18 janvier 1885 et mort le 30 octobre 1954 est un General der Infanterie de la Wehrmacht pendant la Seconde Guerre mondiale. Il est également récipiendaire de la Croix de chevalier de la Croix de fer. Il commande le IV. Armeekorps après l'affaire Blomberg-Fritsch en 1938 avant d'être transféré dans la Führerreserve en 1942.

## Biographie
Après sa formation de cadet, Schwedler s'engage le 27 février 1904 comme enseigne dans le 26e régiment d'infanterie de l'armée prussienne. Dans ce régiment, il est promu lieutenant le 27 janvier 1905 avec brevet du 22 juin 1903. Il est ensuite affecté comme lieutenant dans le 88e régiment d'infanterie, puis transféré au Grand État-Major général avant le début de la Première Guerre mondiale.

## Promotions
- Fähnrich (aspirant) : 27 janvier 1904
- Leutnant : 27 janvier 1905
- Oberleutnant : inconnue
- Hauptmann : inconnue
- Major : inconnue
- Oberstleutnant : 1er février 1929
- Oberst : 1er février 1932
- Generalmajor : 1er octobre 1934
- Generalleutnant : 1er octobre 1936
- General der Infanterie : 1er février 1938